# Stereophallodon
Stereophallodon — вимерлий рід синапсидів, які не належать до ссавців.